# Pimenteiras
Pimenteiras é um município brasileiro do estado do Piauí.

## História
O nome da cidade deve-se à ocupação do território pela tribo indígena Pimenteiras no início do século XIX.   Aproximadamente, em 1865, chegaram os primeiros habitantes do então arraial de Pimenteiras. Sobressai, dentre eles, o sr. Evaristo Brás de Sousa, acompanhado da família, que instalou ali uma pequena fazenda de gado, sendo considerado um dos fundadores do atual município. Em 1894, vieram os srs. Enéias da Silva Nogueira, João José Dantas e Manuel José Dantas, que também se instalaram e iniciaram a vida na lavoura e criação de gado. Outros povoadores foram chegando, destacando-se os srs. José Pereira Paula, Alexandre de Melo Barbosa e Xisto Vitoriano de Carvalho. O patrimônio territorial de Pimenteiras foi desmembrado do de Valença do Piauí, com a criação do município pela lei estadual número 1040, de 16 de julho de 1954.
A instalação solene verificou-se a 25 do mesmo mês e ano. Seu primeiro Prefeito, nomeado interinamente pelo Governador do Estado, foi o cidadão Pedro Nogueira Pereira, que dirigiu os destinos da comunidade até 31 de novembro de 1955, quando os entregou ao primeiro Prefeito constitucional eleito a 3 de outubro de 1954, sr. Zacarias de Souza Filho. 
Elevado à categoria de município e distrito com a denominação de Pimenteiras, pela lei estadual nº 1040, de 16-07-1954, desmembrado de Valença do Piauí. Sede no atual distrito de Pimenteiras ex-povoado. Constituído do distrito sede. Instalado em 25-07-1954.
Em divisão territorial datada de 1-VII-1960, o município é constituído do distrito sede.
Assim permanecendo em divisão territorial datada de 2005.
Gentílico: pimenteirense.

## Aspectos Demográficos e Geográficos
Localiza-se a uma latitude 06º14'43" sul e a uma longitude 41º25'09" oeste, estando a uma altitude de 283 metros. Sua população, de acordo com estimativas do Instituto Brasileiro de Geografia e Estatística (IBGE), era de 12 115 habitantes em 2019. Possui uma área territorial de 4.563.103/km². A cidade sob o domínio da Caatinga, vegetação típica do sertão nordestino. Adaptada a longos períodos de estiagem é composta por árvores baixas e esparsas, arbustos e carnaúbas. Costuma apresentar temperaturas que giram em torno dos 35 °C na máxima e 26 °C na mínima. 
Pimenteiras fica localizada na região conhecida como "Vale do Sambito", o qual é formado por 15 municípios: Valença, Aroazes, Novo Oriente, Lagoa do Sítio, Pimenteiras, Inhuma, Ipiranga, Barra D`Alcântara, Francinópolis, Elesbão Veloso, Várzea Grande, Prata, São Félix, São Miguel da Baixa Grande e Santa Cruz dos Milagres. Conhecida como princesinha do sertão do Piauí, Pimenteiras é terra de gente acolhedora e hospitaleira.  